# Олімпійський стадіон (Стокгольм)
Олімпійський стадіон (швед. Stockholms Olympiastadion) — багатофункціональний стадіон у Стокгольмі, домашня арена футбольного клубу «Юргорден». Окрім футбольних матчів на стадіоні проводяться численні великі концерти. Арена вміщує 14 417 глядачів під час проведення футбольних поєдинків та 32 000 глядачів під час концертних подій. Стадіон було спроектовано та збудовано спеціально до Олімпійських ігор 1912 року. З 1912 до 1936 року свої домашні матчів тут проводив стокгольмський футбольний клуб АІК.

## Історія
Стадіон було зведено протягом 1910–1912 років спеціально до проведення літніх Олімпійських ігор у Стокгольмі. Нову арену збудували замість старого спортивного парку, що був розташований у тому ж місці. Автором проекту будівництва став шведський архітектор Торбен Грут. Спочатку новий стадіон планувався як тимчасова споруда, втім трохи згодом концепція змінилася і Грут мав розробляти постійний монументальний проект. Перший варіант нагадував за архітектурою замки Вази. Зрештою стадіон було побудовано у стилі романтичного націоналізму: з баштами, що нагадують середньовічний міський мур, декоративними візерунками цеглою, скульптурами та іншими архітектурними елементами, притаманними цьому стилю. Швидше за все Грут черпав натхнення з цегляної архітектури Рагнара Естберга та міських мурів Вісбю. Будівництво було розпочате 23 листопада 1910 року компанією Kreuger & Toll, а вже 1 червня 1912 року о 15:00 за місцевим часом відбулося офіційне відкриття арени. На той час стадіон мав два яруси та міг вмістити у собі більше, ніж 22 тисячі глядачів. Церемонію відкриття відвідало 25 тисяч шанувальників спорту.
У період з 1916 по 1946 рік справами стадіону керував відомий шведський спортсмен Ерік Бергвалль. 30-ті роки XX сторіччя внесли певні доповнення у зовнішній вигляд арени: було встановлено декілька скульптур роботи Карла Ельда та Карла Фагерберга.
У 1954 році відбулася реконструкція західної трибуни, дерев'яні конструкції якої було знищено вогнем. Їх замінили на більш довговічні та практичніші бетонні складові та встановили новий дах. Аналогічні перетворення було здійснено на східній трибуні у 1967 році. Втім між цими подіями на Олімпійському стадіоні сталася ще одна, що має аж ніяк не менше значення. У 1956 році до Стокгольму знову повернулися Олімпійські ігри, хоча й частково. Саме тут проводилися змагання з кінного спорту, тоді як усі інши нагороди розігрувалися у Мельбурні.
Спортивне життя на стадіони вирувало майже постійно. З 1912 по 1936 рік він був домашньою ареною футбольного клубу АІК, аж доки як господарів арени їх не змінив інший футбольний клуб — «Юргорден», який виступає тут і дотепер. Окрім футбольних змагань Олімпійський стадіон став постійним місцем проведення легкоатлетичного фестивалю DN Galan та завершальним пунктом Стокгольмського марафону. З 1913 по 1965 рік тут проводилися фінальні матчі чемпіонату Швеції з бенді (як ковзанку стадіон використовували 10 клубів). Після сезону 1970/1971 арену було офіційно закрито для проведення змагань з шведського хокею.
У 1973 році біля арени було звудовано станцію метрополітену, що отримала назву Stadion.
Олімпійський стадіон є місцем проведення найбільш значимих музичних концертів у Стокгольмі. Тут виступали такі відомі світові виконавці, як Елтон Джон, The Rolling Stones, Coldplay, U2, Kiss, AC/DC, Metallica, Iron Maiden, Майкл Джексон, Брюс Спринстін, Muse, Depeche Mode, Роббі Вільямс, Давід Гета та інші.
З 2004 по 2008 рік на Олімпійському стадіоні проводився тенісний турнір 4-ї категорії серед жінок Nordea Nordic Light Open. Втім, перед початком 2009 року головний спонсор відмовився від виділення коштів на його проведення і змагання були об'єднані з Відкритим чемпіонатом Швеції з тенісу, що проводився у Бостаді.
У 2008–2009 роках з'явилася ідея зменшити кількість легкоатлетичних змагань на Олімпійському стадіоні та адаптувати його для більш комфортного перегляду домашніх матчів футбольного клубу «Юргорден». Втім, можливості зробити з Олімпійського стадіону справді хорошу футбольну арену знайдено не було і містобудівна рада вирішила лишити його у тому вигляді, який він мав до цього. На даний момент стадіон включено до списку будівель-пам'ятників і його реконструкція та модернізація неможливі. Ця арена є однією з небагатьох значимих спортивних споруд світу, на якій ще й досі лишилися дерев'яні сидіння. До 100-річчя стадіону у 2012 році було прийняте рішення зробити капітальний ремонт цієї споруди вартістю 74 мільйони крон.

## Галерея

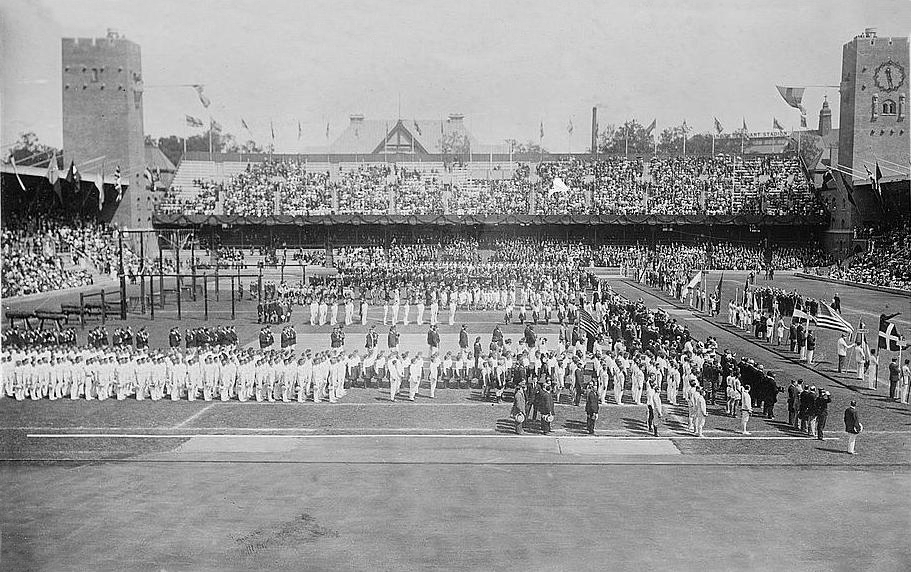
1912 рік
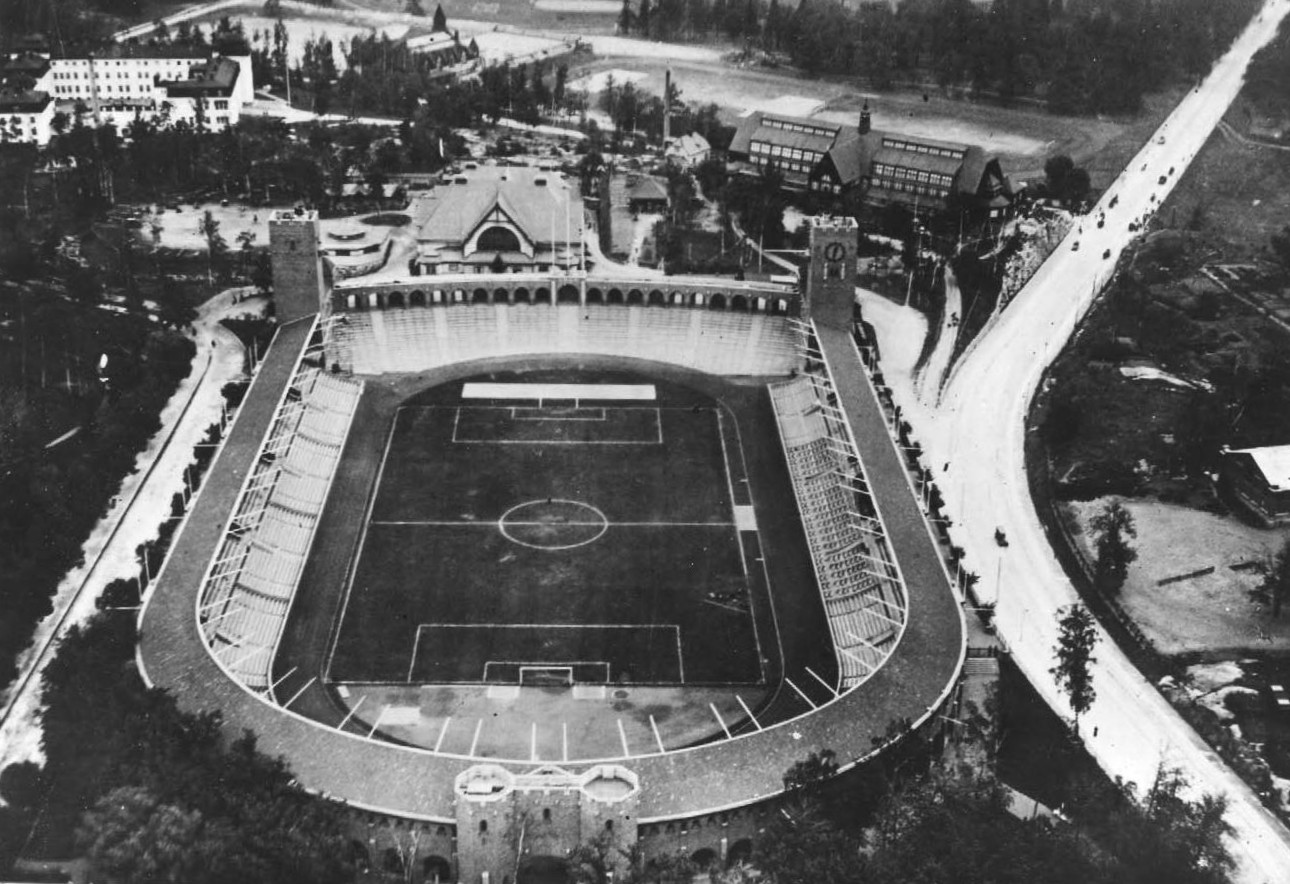
1919 рік
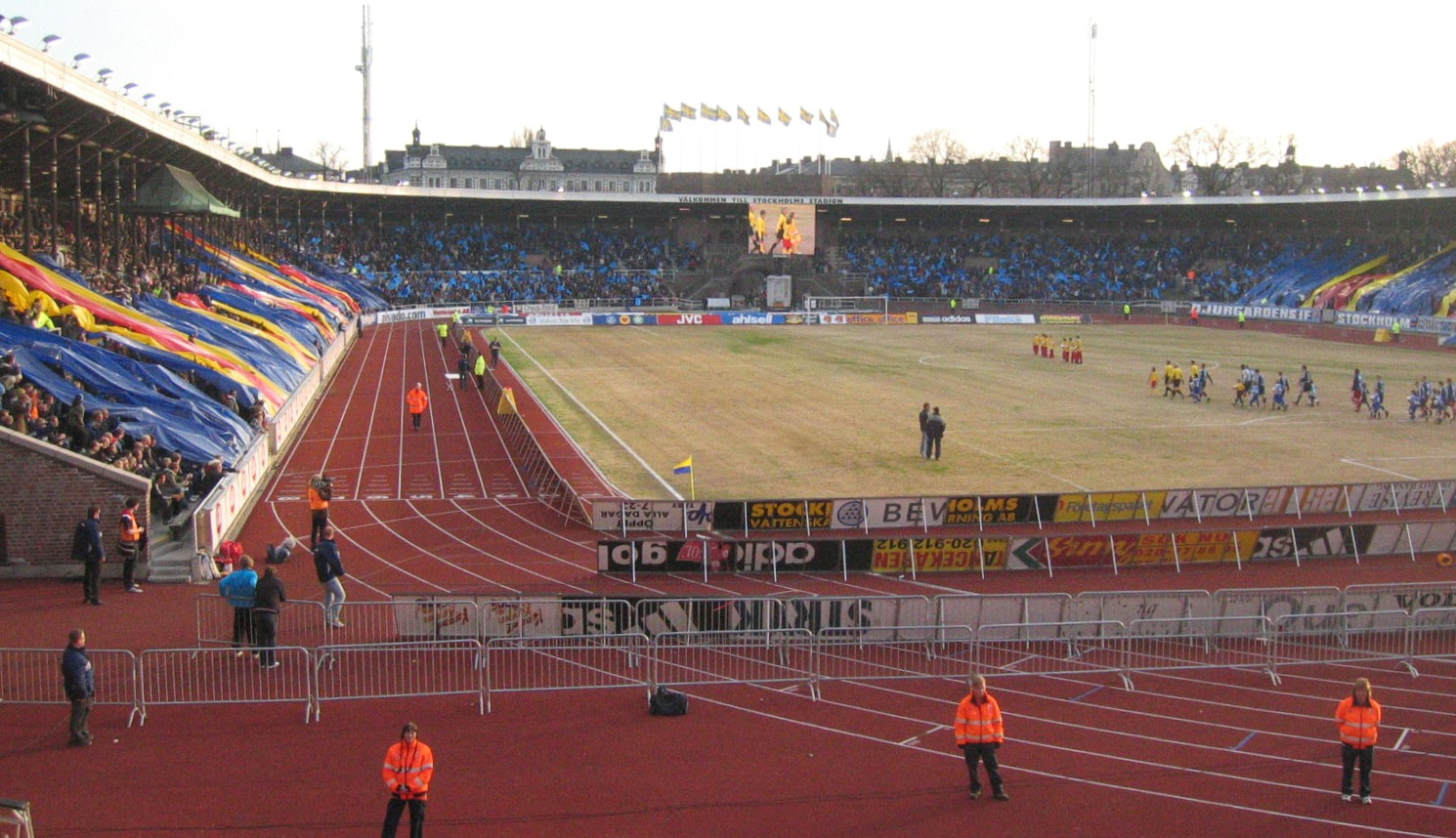
2006 рік
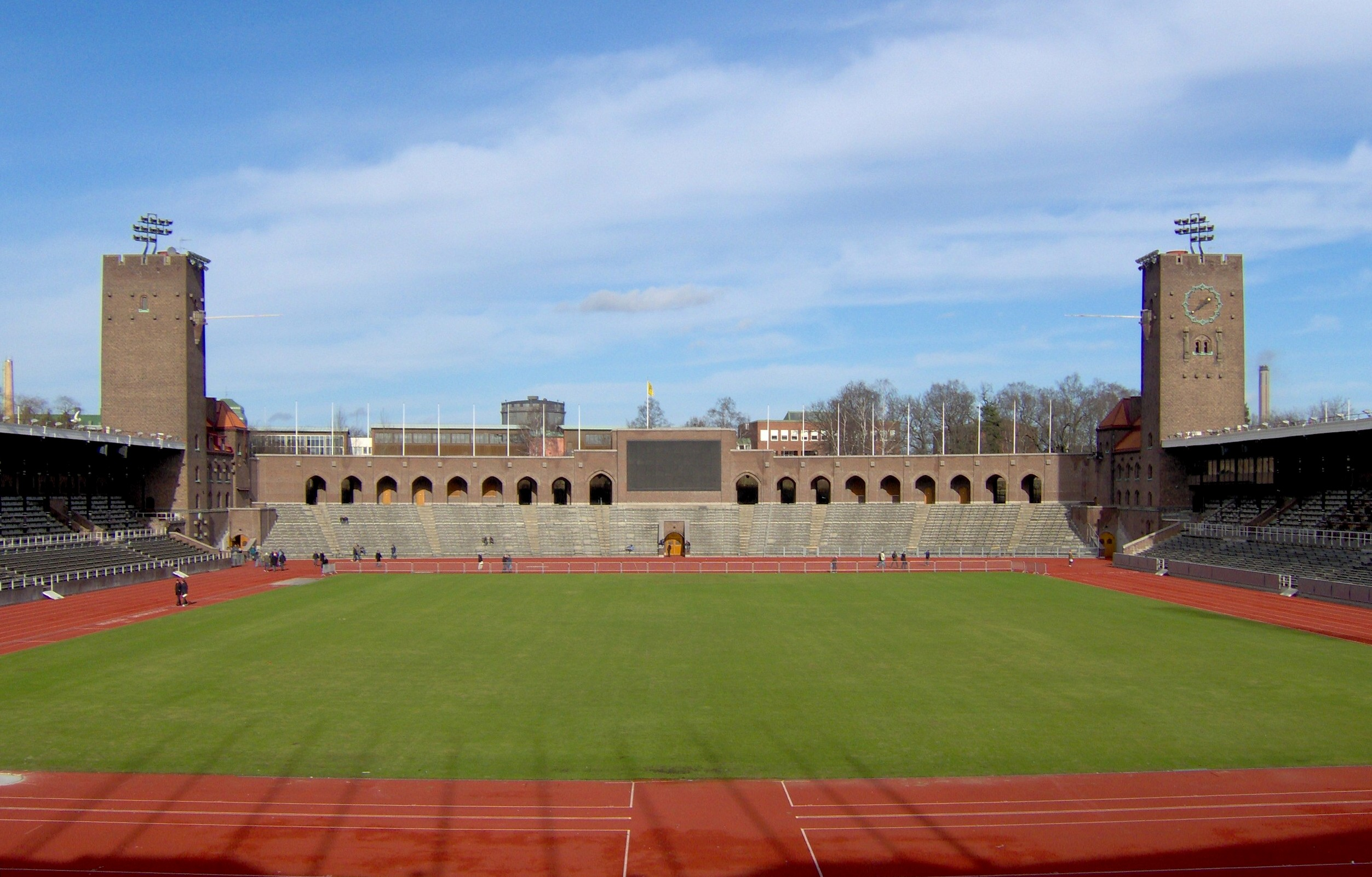
2007 рік
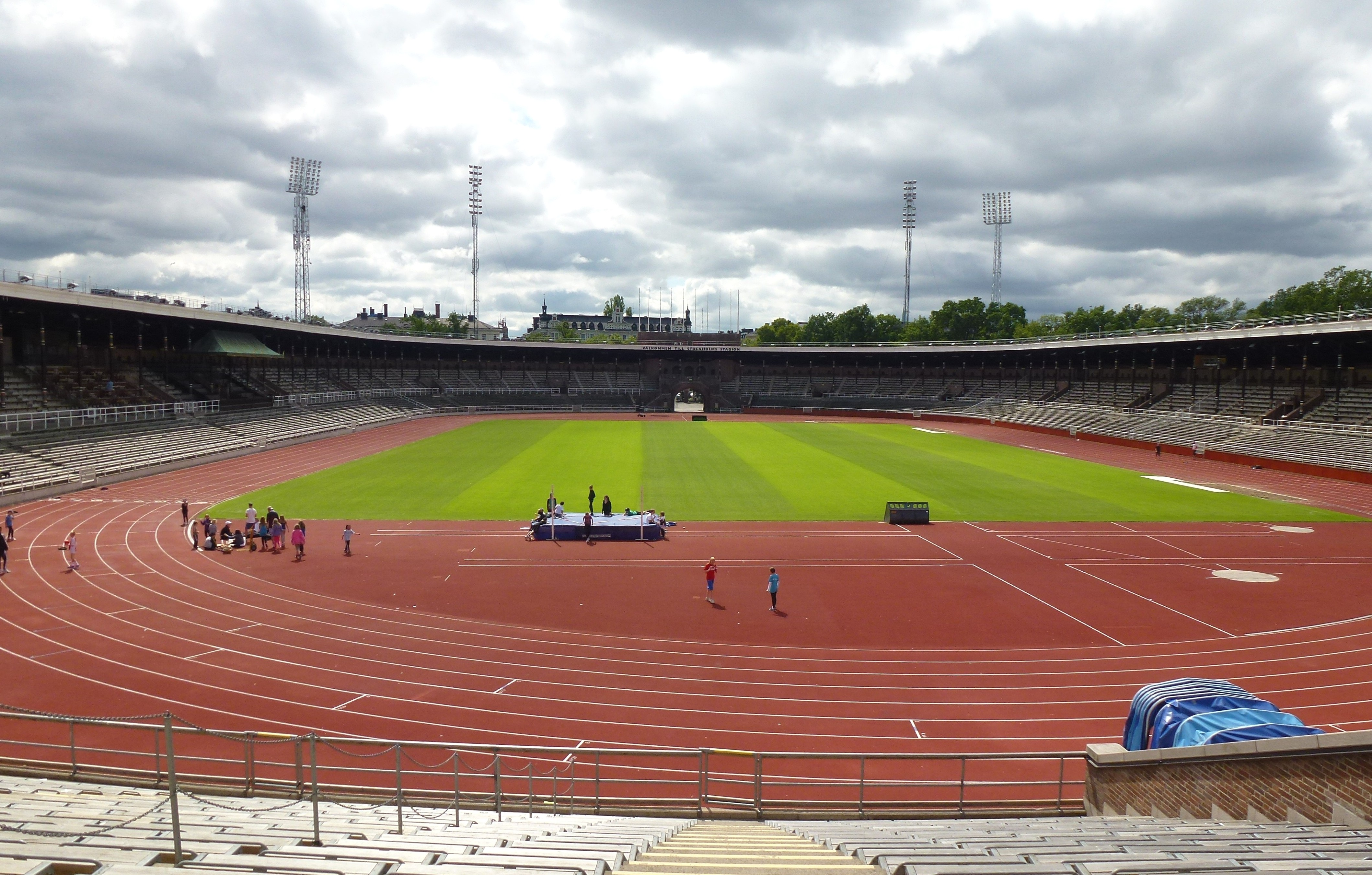
2012 рік

## Цікаві факти
- Стадіон у Стокгольмі — один з найменших головних стадіонів за всю сучасну історію проведення Олімпійських ігор.
- 83 світові рекорди було встановлено на цій арені станом на початок 2013 року. Це найбільший показник у світі серед усіх стадіонів[7].
- Найбільша відвідуваність під час футбольного матчу була зафіксована 16 серпня 1946 року у поєдинку футбольних клубів Юргорден та АІК. Цю гру відвідали 21 995 глядачів.
- Рекорд відвідуваності поєдинку з бенді склав 28 848 глядачів і був встановлений у 1959 році.
- З 1916 по 1962 рік на стадіоні щороку 6 червня відзначався День Шведського Прапора[8].
- Стадіон інколи використовувався для проведення весілль. Першою тут одружилася донька Еріка Бергвалля у 1923 році[9].
- У 1985 році Тед Кессінгер, головний тренер команди Bethany College з Канзасу, вперше привіз у Швецію команду з американського футболу. На Олімпійському стадіоні американці завдали нищівної поразки збірній «зірок» Швеції з рахунком 72-7.
- У 1995 році англійський рок-гурт The Rolling Stones виступив на стадіоні перед 35 200 глядачами.
- Майкл Джексон під час його Dangerous World Tour дав на Олімпійському стадіоні одразу два концерти поспіль (17 та 18 липня 1992 року), які сумарно відвідали 60 000 глядачів.
- У 2008 році 32 500 квитків на концерт Kiss було продано менш, ніж за 20 хвилин.
- Брюс Спринстін вісім разів виступав на Олімпійському стадіоні. Його концерти загалом відвідало близько 100 000 глядачів.